# Alexander Iwanowitsch Konowalow

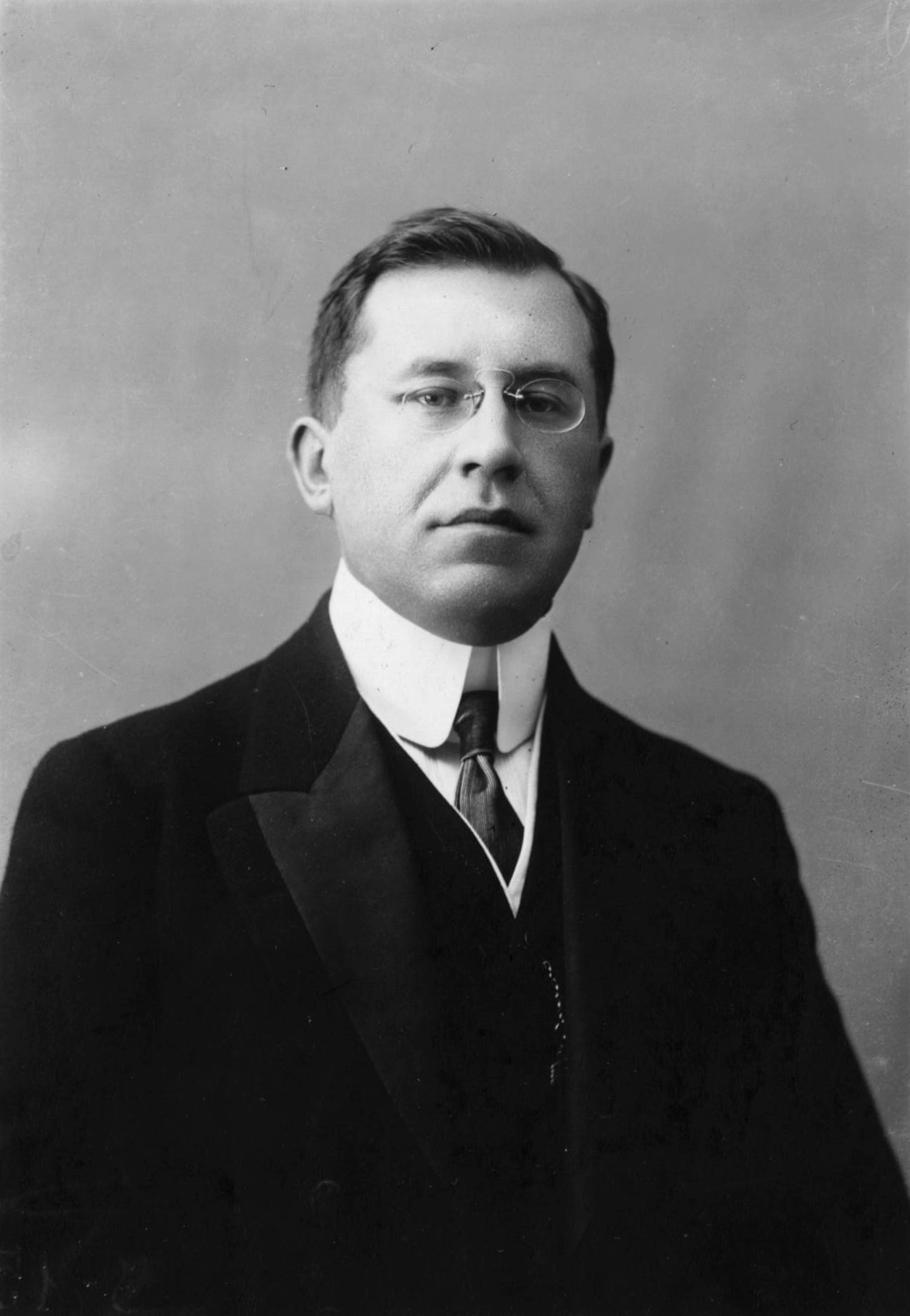
Alexander Konowalow

Alexander Iwanowitsch Konowalow (russisch Александр Иванович Коновалов; * 17. Septemberjul. / 29. September 1875greg. in Moskau, Russisches Kaiserreich; † 28. Januar 1949 in Paris) war ein russischer Politiker, Abgeordneter der Duma und im Jahr 1917 russischer Handelsminister.

## Leben
Alexander Konowalow war der Sohn des Fabrikanten Iwan Alexandrowitsch Konowalow und seiner Frau Jekaterina. Konowalow schloss das Gymnasium in Kostroma ab und war seit 1897 in der Fabrik seines Vaters tätig. Seit dem Jahr 1905 engagierte sich Konowalow in der Politik und wurde im Jahr 1912 Mitglied der Duma, was er bis Herbst 1917 bleiben sollte. Er war dort Mitglied der Progressiven Fraktion. Nach dem Sturz der Monarchie wurde Konowalow im März 1917 Handelsminister und emigrierte nach der Machtübernahme und seiner Verhaftung durch die Bolschewiki nach Frankreich, wo er sich für russische Emigranten engagierte. Er zog nach Beginn des Zweiten Weltkrieges in die USA und starb im Jahr 1949 in Paris.